# Втачник
Вта́чник (словац. Vtáčnik) — горный массив в центральной Словакии вулканического происхождения, часть Словацкого Стредогорья. Наивысшая точка — гора Втачник, 1346 м. Втачник делится на четыре части:
- Высокий Втачник
- Низкий Втачник
- Жупковска Бразда
- Рай

На территории Втачника находится часть охраняемой природной области Понитрье. Более половины территории покрыто преимущественно дубово-буковыми лесами, на склоне горы Втачник находится реликтовая пихтовая роща, остальное, в основном, горные луга. Втачник находится в бассейнах рек Грон и Нитра. Кроме охраняемой природной области Понитрье, на территории Втачника находятся меньшие охраняемые резервации, например, Бухлов-Жарнов, Вельки Врх, Клича, Велька Скала и т. д.

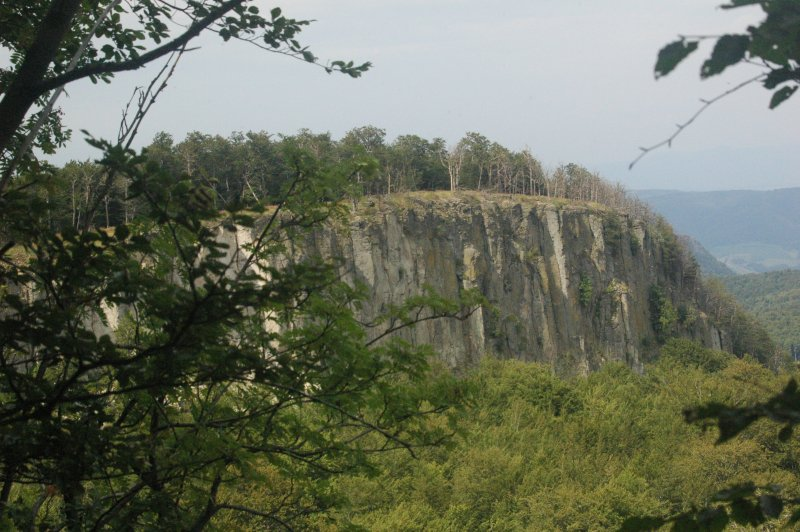
Бьелы Камень

## Понитрьянска магистрала
По самому верху Втачника ведёт известный словацкий туристический маршрут европейского значения — Понитрьянска магистрала. Маршрут идёт по вершинам Суха Гора, 879 м — Втачницка Татра, 1015 м — Плешина, 1061 м — Рубаны Врх, 1097 м — Клашторска Скала, 1278 м — Втачник, 1346 м — Мала Гомуолька, 1298 м — Гребьенки, 1087 м — Яраба Скала, 1169 м — Орли Камень, 1126 м — Бьелы Камень, 1135 — Вельки Грич, 971 м — город Гандлова. Прекрасные панорамы окрестностей открываются с вершин Клашторска Скала, Втачник, Бьелы Камень, Вельки Грич, Малы Грич и Ясенёва Скала. Для прямого восхождения на гору Втачник лучше всего использовать туристическую тропику из деревни Подградье, для восхождения на Бьелы Камень и Вельки Грич, туристическую тропинку из деревни Цигель.

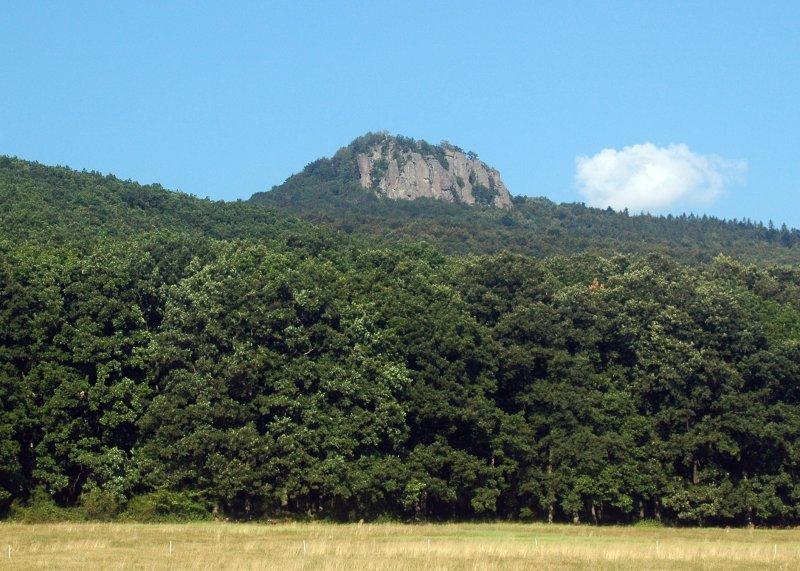
Жарнов

## Достопримечательности
- Замок Бродзаны с музеем Пушкина
- Замок Дивьяцка Нова Вес
- Замок Клатова Нова Вес
- Замок Жабокреки
- Замок Земьянске Костоляны
- Дворец в Высочанах
- Романский костёл в Дивьяках над Нитрицоу
- Романский костёл в Градиште
- Развалины замка Ревиште
- Развалины замка Сивы Камень
- Покутски водопад
- Добротинская пещера
- Андезитовое каменное море
- Горнолыжные центры Ремата, Поруба, Гомуолка, Хвойница и т. д.